# Alain Caillé

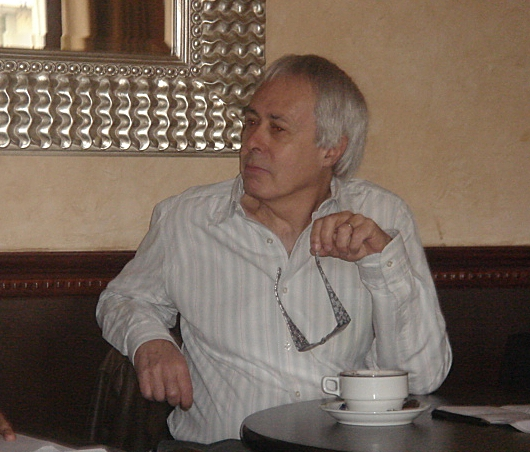
Alain Caillé, 2008

Alain Caillé (* 1944 in Paris) ist ein französischer Soziologe. Caillé ist Professor für Soziologie an der Universität Paris-Nanterre. Er forscht zur Reziprozität und dabei insbesondere zum Werk von Marcel Mauss. In Anspielung auf dessen Namen gründete Caillé 1981 die M.A.U.S.S.- Bewegung (Mouvement Anti-Utilitariste dans les Sciences Sociales), die den Utilitarismus in den Sozialwissenschaften kritisiert.

## Anthropologie der Gabe
Alain Caillé versucht mit seiner Anthropologie der Gabe dem französischen Soziologen und Ethnologen Marcel Mauss wieder mehr Gewicht im heutigen soziologischen Diskurs zu verleihen. Mauss' Denken, so Caillé, könnte ein „drittes Paradigma“ der Sozialwissenschaften zur Verfügung stellen und damit die Einseitigkeiten der anderen beiden großen Paradigmen, dem methodologischen Individualismus und Holismus überwinden. Grundlage dieses neuen Paradigmas ist der Essay Die Gabe, in dem Mauss, am Beispiel des Gabentauschs archaischer Völker, die dreifache Verpflichtung des Gebens, Annehmens und Erwiderns darlegt. Die Genese von Sozialität und Gesellschaft ist für Caillé einzig über die Gabe verständlich.

## Schriften (Auswahl)
- Critique de la raison utilitaire, 1989
- Don, intérêt et désintéressement, 1994
- Anthropologie du don, 2000 (in deutscher Übersetzung: Anthropologie der Gabe, Campus, Frankfurt am Main: 2008, ISBN 978-3-593-38642-3).
- Dé-penser l'économique – Contre le fatalisme, 2005
- Théorie anti-utilitariste de l'action : Fragments d'une sociologie générale, 2009.
- Extensions du domaine du don, 2019 (in deutscher Übersetzung: Das Paradigma der Gabe. Eine sozialtheoretische Ausweitung, transcript, Bielefeld 2022, ISBN 978-3-8376-6190-3).